# Николаевка (Ирбейский район)
Николаевка — деревня в Ирбейском районе Красноярского края. Входит в состав Ивановского сельсовета.

## География
Деревня находится в юго-восточной части края, в лесостепной зоне, на левом берегу реки Тарбышки, при автодороге 04К-060, на расстоянии приблизительно 24 километров (по прямой) к юго-западу от Ирбейского, административного центра района. Абсолютная высота — 302 метра над уровнем моря.
Климат
Климат характеризуется как резко континентальный, с продолжительной морозной зимой и коротким тёплым летом. Средняя температура воздуха самого тёплого месяца (июля) составляет 18,3 °C (абсолютный максимум — 38 °C); самого холодного (января) — −21,1 °C (абсолютный минимум — −60 °C). Продолжительность безморозного периода составляет в среднем 90 дней. Среднегодовое количество атмосферных осадков составляет 484 мм, из которых 367 мм выпадает в период с апреля по октябрь. Снежный покров держится в течение 170 дней.

## История
Основана в 1800 году. По данным 1926 года в деревне имелось 175 хозяйств и проживало 813 человек (387 мужчины и 426 женщин). В национальном составе населения того периода преобладали русские. В административном отношении являлась центром Николаевского сельсовета Ирбейского района Канского округа Сибирского края.

## Население
| 2010 |
| ---- |
| 271  |

Половой состав
По данным Всероссийской переписи населения 2010 года в гендерной структуре населения мужчины составляли 49,4 %, женщины — соответственно 50,6 %.
Национальный состав
Согласно результатам переписи 2002 года, в национальной структуре населения русские составляли 89 % из 344 чел.